# Daboo Malik
Daboo Malik, cuyo nombre verdadero es Israr Sardaar Malik, es un director musical, compositor, cantante, actor y guionista de la industria del cine hindi indio.

## Biografía
Malik nació en Mumbai, hijo del director musical, Sardar Malik. Tiene dos hermanos, los directores musicales, Anu y Abu de Bollywood. Su tío Hasrat Jaipuri, fue un reconocido letrista en la década de los años 1900. Después Daboo completó su Licenciatura de Comercio en el "Narsee Monjee College", en Mumbai, lo cual esto le permitió siguir la tradición de su familia. Daboo interpretó varios papeles artísticos, tales como cantar, actuar y ayudar a Anu en la dirección musical.

## Carrera
Daboo Malik inicialmente no tenía tanto interés para dedicarse al canto o la música y de componer, prefirió trabajar en la actuación. En 1986 Daboo Malik interpretó un pequeño personaje extra en una película titulada "Mahabharata", dirigida por BR . Chopra y fomentó su carrera para actuar en otras películas como, Beta Aisa toh ho, Tirangaa y Baazigar. En el 2013, sin embargo Malik cambió su carrera de la actuación por la música, admiteindo en una entrevista que el mismo descubrió su talento para escribir y componer temas musicales. Más adelante se dio cuenta de cuanto tiempo perdió para no dedicarse.
Su primer álbum como director musical en solitario titulado, Yeh Zindagi ka Safar, fue lanzado en el 2001. Al año siguiente, compuso su primera canción titulada "Thoda Sa Pyaar Hai Hua", para una película titulada "Maine Dil Tujhko Diya". Más adelante compuso otros temas musicales para otras películas como "Tumko Na Bhool Paayenge and Hum Hain Sanam Tumhare", producida el en 2002, "I Proud to Be an Indian" del 2004 y "Kisaan" del 2009.

## Filmografía
- Tumko Na Bhool Paayenge
- Maine Dil Tujhko Diya
- Hum Tumhare Hain Sanam
- Girlfriend
- Kissan
- Yeh Zindagi Ka Safar
- W
- I Proud to Be an Indian.[1]